# Daggerspawn
Daggerspawn (oft auch DaggerSpawn) ist eine Technical-Death-Metal-Band aus Belgrad, Serbien, die im Jahre 2005 gegründet wurde.

## Geschichte
Die Band wurde im Jahre 2005 von Nenad Petrović (E-Gitarre), Jovan Katić (E-Gitarre) und Vlada Mladenović (Schlagzeug) gegründet. Sänger Danilo Trbojević und Bassist Srđan Salamunović stießen kurze Zeit später zur Band. 
Zusammen spielten sie die ersten Auftritte, sowohl lokal als auch in weiter entfernten Städten. Die Demo Suffering Upon the Throne of Depravity wurde im Jahre 2006 veröffentlicht.  Zusammen mit anderen Bands veröffentlichten sie zudem diverse Split-Alben, um ihre Bekanntheit zu erhöhen. Als erste serbische Band überhaupt nahmen sie ein Live-Konzert von ihnen auf und veröffentlichten diese DVD unter dem Namen Wrecking Ferocity bei Vampiria Records.
Anfang 2008 betrat die Band das Archsound Asylum und nahm die ersten Stücke für ihr Debütalbum auf. Ende 2008 unterschrieb die Band einen Vertrag bei Butchered Records (Sub-Label von Sevared Records), um das Debütalbum Suffering Upon the Throne of Depravity im Jahre 2009 zu veröffentlichen. Das Cover des Albums wurde von Jon Zig (Suffocation, Dying Fetus) gestaltet. Währenddessen verließ Schlagzeuger Vlada Mladenović die Band, neuer Schlagzeuger wurde im September 2009 Dimitrije Vasić. Mit Sänger Danilo Trbojević verließ außerdem ein weiteres Mitglied die Band, dessen Posten momentan Marko Živanović innehält.

## Stil
Charakteristisch für die Band ist die hohe Geschwindigkeit der Stücke, das tiefe Growling, sowie die Aggressivität der Stücke. Auch ist das genretypische, hohe technische Spielniveau der Lieder stilprägend.

## Diskografie
- 2006: Suffering Upon the Throne of Depravity (Demo, Eigenveröffentlichung)
- 2007: Wrecking Ferocity Live (DVD, Vampiria Records)
- 2008: Madness/Daggerspawn/Visceral Carnage (Split-Album mit Madness und Visceral Carnage, Vampiria Records)
- 2008: Daggerspawn/Nadimac (Split-Album mit Nadimac, L.H.D.L.B. Records)
- 2008: United by Hate (Split-Album mit Victim Yield, Terror Blast Production)
- 2009: Suffering Upon the Throne of Depravity (Album, Butchered Records)